# Horsthausen
Horsthausen è un quartiere (Stadtteil) della città tedesca di Herne.